# Tete (ciudad)
Tete es la ciudad capital de la Provincia de Tete en Mozambique. Se localiza en el río Zambeze, y es el sitio de dos de los cuatro puentes que cruzan el río en Mozambique. Un centro comercial suajili antes de la era colonial portuguesa, Tete sigue dominando la parte centro-oeste del país y la región, y es la ciudad más grande de Zambeze. En el idioma local, Nyugwe, Tete (o Mitete) significa "caña".

## Historia
La región fue un importante centro comercial suajili antes de la era colonial portuguesa En la costa este de África, los portugueses fueron atraídos a Mozambique y el río Zambeze por las noticias de un gobernante local, el Monomotapa, de quien se dice haber tenido fabulosas riquezas en oro. En sus esfuerzos de alcanzar a Munhumutapa, los portugueses fundaron en 1531 dos acuerdos lejos de Zambeze - uno de ellos en Tete, a unas 260 millas desde el mar. El Reino de Munhumutapa y las minas de oro se mantuvieron de forma autónoma y sobre todo aisladas de los portugueses. Pero en esta región del este de África - como en la Guinea Portuguesa y en el oeste de Angola - los portugueses se volvieron lo suficientemente fuertes para sobrevivir en el tercer cuarto del siglo XX. Bajo la influencia de los portugueses, Tete había llegado a ser un centro de mercado para el marfil y el oro a mediados del siglo XVII. Dada una carta de la ciudad portuguesa en 1761, se convirtió en una ciudad portuguesa de las provincias de ultramar de Mozambique en 1959. Después de la guerra colonial portuguesa en la África portuguesa y del golpe militar en Lisboa en abril de 1974, las provincias portuguesas de ultramar de Mozambique se convirtieron en un estado independiente. La recién independiente República Popular de Mozambique, creada en 1975 después del éxodo de la étnica portuguesa de Mozambique, descendió en una guerra civil entre 1977 y 1992.

## Transporte
El Aeropuerto de Chingozi (IATA: TET, OACI: FQTT) IATA: TET, ICAO: FQTT) en el noroeste de la ciudad, tiene 2,4 km de pista de aterrizaje. El largo puente de un kilómetro Samora Machel, se terminó en 1973 por los portugueses y fue diseñado por Edgar Cardoso, es un eslabón vital en la carretera principal que une no sólo las partes norte y sur del país, sino que también une Zimbabue y Malaui. Un segundo puente en el sur de la ciudad fue abierto a finales de 2014 para permitir el tráfico a Zambia o Malaui para eludir la capital provincial. Los puentes de Tete, el carril del puente de Dona Ana, y el puente Armando Emilio Guebuza en Caia son los únicos puentes que cruzan Zambeze.

## Demografía
| Año  | Población |
| ---- | --------- |
| 1986 | 56,178    |
| 1997 | 104,832   |
| 2007 | 152,909   |
| 2008 | 155,870   |

## Clima
| Parámetros climáticos promedio de Tete                                                                 | Parámetros climáticos promedio de Tete | Parámetros climáticos promedio de Tete | Parámetros climáticos promedio de Tete | Parámetros climáticos promedio de Tete | Parámetros climáticos promedio de Tete | Parámetros climáticos promedio de Tete | Parámetros climáticos promedio de Tete | Parámetros climáticos promedio de Tete | Parámetros climáticos promedio de Tete | Parámetros climáticos promedio de Tete | Parámetros climáticos promedio de Tete | Parámetros climáticos promedio de Tete | Parámetros climáticos promedio de Tete |
| Mes | Ene.                                   | Feb.                                   | Mar.                                   | Abr.                                   | May.                                   | Jun.                                   | Jul.                                   | Ago.                                   | Sep.                                   | Oct.                                   | Nov.                                   | Dic.                                   | Anual                                  |
| --- | -------------------------------------- | -------------------------------------- | -------------------------------------- | -------------------------------------- | -------------------------------------- | -------------------------------------- | -------------------------------------- | -------------------------------------- | -------------------------------------- | -------------------------------------- | -------------------------------------- | -------------------------------------- | -------------------------------------- |
| Temp. máx. abs. (°C)                                                                                   | 43                                     | 43                                     | 43                                     | 43                                     | 40                                     | 39                                     | 36                                     | 40                                     | 44                                     | 45                                     | 46                                     | 44                                     | 46                                     |
| Temp. máx. media (°C)                                                                                  | 33.5                                   | 33.2                                   | 33.3                                   | 32.7                                   | 31.0                                   | 28.6                                   | 29.0                                   | 30.5                                   | 33.6                                   | 35.8                                   | 36.2                                   | 34.5                                   | 32.7                                   |
| Temp. media (°C)                                                                                       | 28.5                                   | 28.2                                   | 28.1                                   | 27.1                                   | 24.7                                   | 22.3                                   | 22.3                                   | 23.9                                   | 26.9                                   | 29.2                                   | 30.0                                   | 29.1                                   | 26.7                                   |
| Temp. mín. media (°C)                                                                                  | 23.4                                   | 23.2                                   | 22.8                                   | 21.4                                   | 18.3                                   | 16.0                                   | 15.6                                   | 17.3                                   | 20.2                                   | 22.6                                   | 23.8                                   | 23.6                                   | 20.7                                   |
| Temp. mín. abs. (°C)                                                                                   | 7                                      | 8                                      | 9                                      | 11                                     | 10                                     | 7                                      | 8                                      | 9                                      | 10                                     | 10                                     | 10                                     | 11                                     | 7                                      |
| Precipitación total (mm)                                                                               | 166.7                                  | 142.1                                  | 95.5                                   | 15.0                                   | 5.8                                    | 3.5                                    | 2.9                                    | 1.8                                    | 0.8                                    | 10.8                                   | 45.6                                   | 139.4                                  | 629.9                                  |
| Días de precipitaciones (≥ )                                                                           | 10.8                                   | 9.2                                    | 6.6                                    | 2.4                                    | 0.9                                    | 1.2                                    | 1.0                                    | 0.4                                    | 0.2                                    | 1.1                                    | 4.4                                    | 9.6                                    | 47.8                                   |
| Horas de sol                                                                                           | 201.5                                  | 192.1                                  | 235.6                                  | 240.0                                  | 254.2                                  | 243.0                                  | 235.6                                  | 272.8                                  | 267.0                                  | 282.1                                  | 249.0                                  | 204.6                                  | 2877.5                                 |
| Humedad relativa (%)                                                                                   | 69                                     | 73                                     | 67                                     | 61                                     | 60                                     | 61                                     | 59                                     | 54                                     | 47                                     | 43                                     | 54                                     | 62                                     | 59                                     |
| Fuente n.º 1: World Meteorological Organization, Weltwetter Spiegel Online (sun and relative humidity) |                                        |                                        |                                        |                                        |                                        |                                        |                                        |                                        |                                        |                                        |                                        |                                        |                                        |
| Fuente n.º 2: BBC Weather                                                                              |                                        |                                        |                                        |                                        |                                        |                                        |                                        |                                        |                                        |                                        |                                        |                                        |                                        |